# Giorno (Michelangelo)

Il retro della statua

Il Giorno è una scultura in marmo (160x150 cm, lunghezza massima in obliquo 285 cm) di Michelangelo Buonarroti, databile al 1526-1531 e facente parte della decorazione della Sagrestia Nuova in San Lorenzo a Firenze. In particolare è una delle quattro allegorie delle Parti della Giornata, e si trova a destra sul sarcofago della tomba di Giuliano de' Medici duca di Nemours.

## Storia
Il Giorno venne probabilmente iniziato nel 1526, quando la tomba di Lorenzo veniva terminata e quella di Giuliano avviata. La statua dovette essere ultimata dopo la ripresa dei lavori in seguito alla pausa forzata dell'assedio di Firenze e delle sue conseguenze, venendo lasciata a uno stato di vistoso "non-finito" alla partenza dell'artista per Roma nel 1534.

## Descrizione e stile
Il Giorno è rappresentato come una personificazione maschile, semidistesa e nuda, come le altre statue della serie. Essa ebbe come modello, forse, le divinità fluviali dell'arco di Settimio Severo, il Torso di Belvedere, di cui riprese la possente struttura anatomica in tensione. Riprese inoltre la posa del Bambino nella giovanile Madonna della Scala e quella di uno dei nudi bronzei nella volta della Cappella Sistina.
È l'unica, tra la serie di allegorie, a dare le spalle allo spettatore, in una posa a contrapposto rispetto a quella della vicina Notte. Il gomito sinistro è piegato in appoggio, mentre il braccio destro si allunga all'indietro per cercare qualcosa: solo l'avambraccio è effettivamente scolpito, la mano invece si perde nella parte non scolpita. Le gambe sono accavallate in senso opposto alla rotazione del busto e questo avvitamento è evidenziato anche dalla rotazione della testa verso lo spettatore. Il volto barbuto, appena sbozzato, mostra solo un'espressione misteriosa, altamente evocativa ed emblematica proprio per la sua incompiutezza.
L'opera ha ricevuto numerose interpretazioni: simbolo politico della ribellione dalla schiavitù, o tema autobiografico dello slancio verso la libertà; simbolo della luce cristiana o personificazione della vita; allegoria del fuoco o del temperamento collerico; personificazione dell'azione, del dolore, dell'ira, del disprezzo o della vendetta.

## Altre immagini

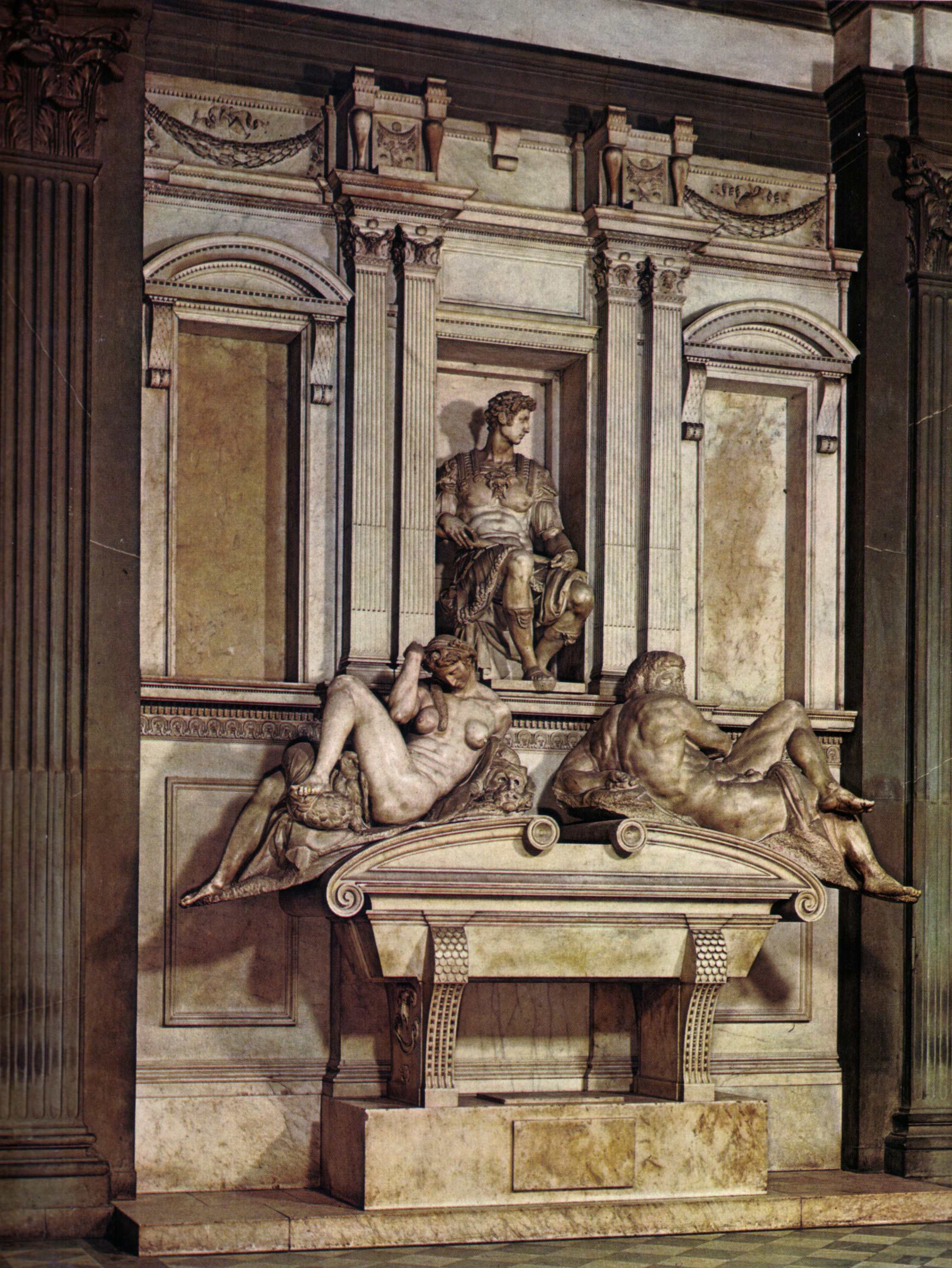
La tomba di Giuliano
Veduta frontale
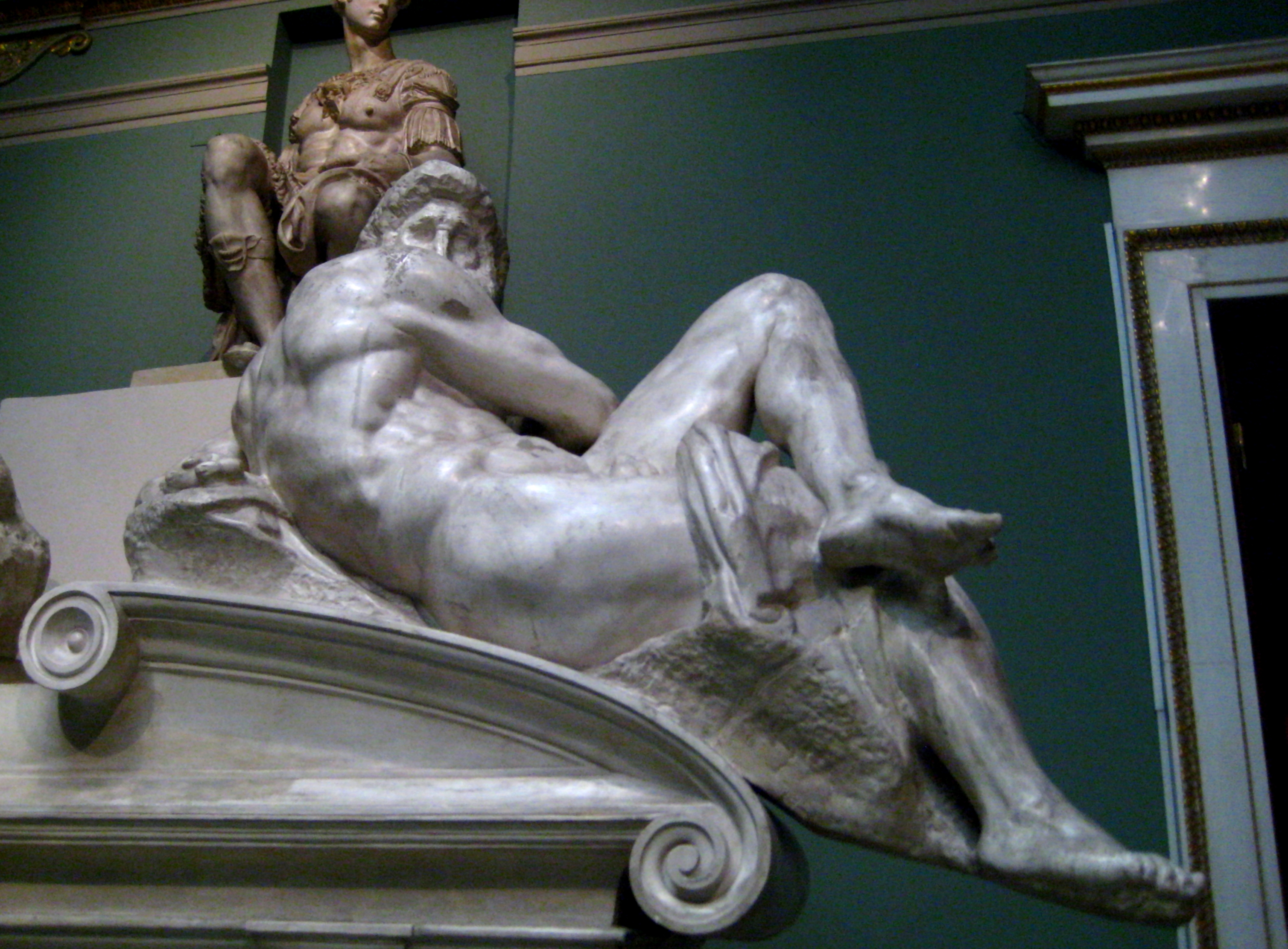
Calco, nel Museo Pushkin